# Felipe de Jesús Estévez
Felipe de Jesús Estévez (Pedro Betancourt, Cuba, 5 de fevereiro de 1946) - padre católico americano de origem cubana, bispo de St. Agostinho na metrópole de Miami.
Foi ordenado sacerdote em 30 de maio de 1970. Inicialmente, serviu na Diocese de Matanzas, mas foi enviado para Honduras, onde lecionou em seminários. Em 1975, ele se estabeleceu na Flórida e lecionou em Boynton Beach. Em 1979 foi incardinado na Arquidiocese de Miami. Submetido a estudos posteriores em Roma, obteve o doutorado em teologia na Pontifícia Universidade Gregoriana em 1980. Foi por muitos anos associado a St. Seminário Regional São Vicente de Paulo e Universidade Internacional da Flórida.
Em 21 de novembro de 2003, foi nomeado Bispo Auxiliar de Miami com a sé titular de Kearney. Ele foi sagrado pelo Metropolita John Favalora. Em 27 de abril de 2011 nomeado Ordinário de S. Agostinho, com posse realizada em 2 de junho de 2011. 